# بارتي سينغ
بارتي سينغ (بالهندية: भारती सिंह؛ بالإنجليزية: Bharti Singh) هي ممثلة هندية، ولدت في 3 يوليو 1984 في أمريتسار في الهند.

## وصلات خارجية
- بارتي سينغ على موقع IMDb (الإنجليزية)